# Radio Le Kef
Radio Le Kef (arabe : إذاعة الكاف) est une radio régionale et généraliste tunisienne fondée le 7 novembre 1991, le même jour que Radio Gafsa. Arabophone, elle couvre le nord-ouest du pays. En plus de son siège du Kef, elle dispose d'un bureau régional dans les gouvernorats de Béja, Jendouba, et Siliana.

## Émissions
- Lawhat Mina Ettourath
- Biladona El Jamila
- Le dictionnaire de l'époque

## Diffusion et transmission
Elle émet en modulation de fréquence, en continu depuis le 15 octobre 2017.
Elle couvre environ 85 % du nord-ouest de la Tunisie.

## Capital
Le capital de Radio Le Kef est détenu à 100 % par l'Établissement de la radiodiffusion-télévision tunisienne.

## Producteurs et animateurs
- Mabouk Maachaoui : directeur
- Karim Aouadi : service sport
- Sondoss Mesaoui : animatrice
- Kamel Zdiri : animateur
- Adel Khammassi : animateur
- Karima Ksouri : animatrice